# Лхотце
Лхотце (на тибетски: lho rtse; китайски: 洛子峰; пинин: Luòzǐ Fēng; на български се среща и като Лхоце) е четвъртият по височина връх в света (8516 m).

## География
Намира се на границата между Тибет и Непал, в близост до връх Еверест, и много дълго време е бил в сянката на своя могъщ съсед. Дори името, дадено му от англичани през 1921 г., уточнява местоположението му спрямо „Третия полюс“ – Лхотце (Lhotse) е превод на тибетски от английското South Peak (Южен връх).
Лхотце се издига на Главното Хималайско било и е в центъра на тази огромна верига с посока изток–запад, чиято височина в продължение на 13 km никъде не пада под 7000 m. От Главния връх на Лхотце тръгват три мощни била. Северното, дълго около 1 km с разлика във височините 510 m, стига до Южното седло, отделящо Лхотце от Еверест. Източното се простира между Главния връх и Шарце (разделя ги седловината Лхотце-Шарце), като най-високата му част е назъбена и насечена. На него изпъкват две точки със значимост за алпинистите – Лхотце Среден (8413 m) и Лхотце Шар (8383 m). Западното било е силно назъбено и се спуска към седловината Лхотце-Нупце.
Огромната североизточна стена на Лхотце е над ледника Кангчунг. Западната стена е висока около 2000 m с наклон 40°. Издига се над Западния циркус, в централната ѝ част е висящият ледник Лхотце. Южната стена на върха е от най-трудните и опасните в Хималаите. Между трите стени са разположени три огромни долини с ледниците Кумбу, Имджа, Кангчунг.

## Изкачвания
Първото успешно изкачване на Лхотце е направено от швейцарска експедиция на 18 май 1956 година. Първото зимно изкачване е осъществено от Кшищоф Виелицки (соло) на 31 декември 1988 г. Първото изкачване, направено от жена, е на французойката Шантал Модюи (соло) на 16 май 1996 г. 
Южната стена на Лхотце технически е невероятно трудна. Южното ѝ изложение я прави изключително опасна поради непрекъснатите снежни и каменни лавини и това заедно с височината ѝ от 3200 m я превръщат е едно от най-големите предизвикателства в хималаизма. Райнхолд Меснер я нарича „Проблем на ХХ век“. Опитите за изкачването ѝ започват от 1973 г., като в тях участват едни от най-големите алпинисти на епохата. На 24 октомври 1989 г. Йежи Кукучка загива на хвърлей от сравнително лесните последни метри към върха, след като въжето му (втора ръка, 6-милиметрово) се къса при падане. Южната стена е изкачена на 16 октомври 1990 г. от съветските алпинисти Сергей Бершов и Владимир Каратаев. Един от големите нерешени хималайски проблеми все още е пълният траверс на Лхотце.

### Български изкачвания
Лхотце е първият осемхилядник, изкачен от българин – на 30 април 1981 г. от Христо Проданов (сам, без кислород). Атанас Скатов изкачва върха на 17 май 2017 г. (с шерп и кислород). На 16 май 2019 г. русенецът Иван Томов успява да изкачи върха сам и без допълнителен кислород, но ден по-късно загива на слизане в близост до Лагер 4, поради мозъчен оток, породен от височинна болест. На 16 май 2022 година петричанката Силвия Аздреева изкачва Лхотце, ден след като е покорила Еверест, като част от експедицията на известния алпинист и височинен водач Нирмал Пурджа.